# M4公路 (俄羅斯)

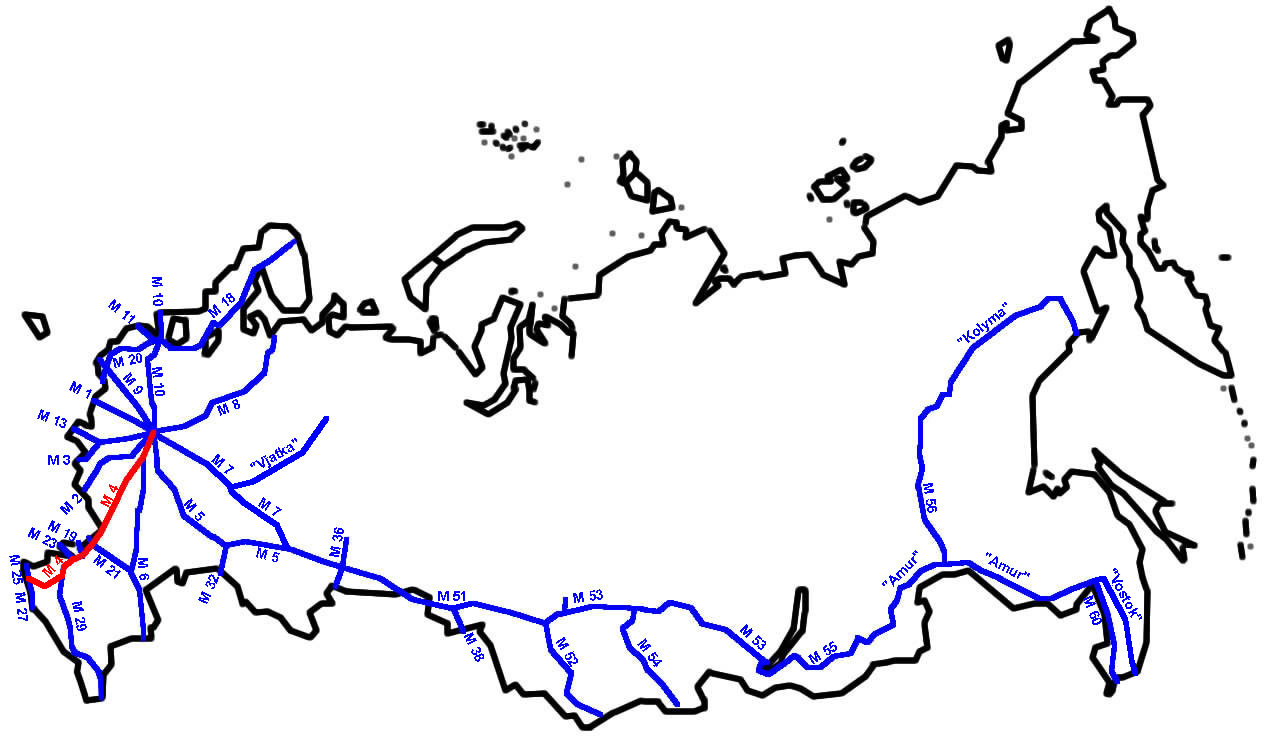
紅線為頓河公路

M4聯邦公路，又稱頓河公路（Дон）是俄羅斯的一條幹線公路，連接首都莫斯科和新罗西斯克，全長1,164公里。也是欧洲E50、E97、E115、E592公路的一部分。
2023年6月24日華格納集團叛亂期間，公路上的瓦格纳集团車隊被俄軍直升機攻擊，以阻止該車隊進攻莫斯科。

## 沿途主要城市
- 沃罗涅日
- 顿河畔罗斯托夫
- 克拉斯诺达尔
- 新罗西斯克